# سیمکورپ
سیمکورپ (انگلیسی: Cimcorp) شرکت مهندسی و ساخت فنلاندی است، که در سال ۱۹۷۵ تأسیس شد.